# NGC 5011
NGC 5011 este o galaxie eliptică situată în constelația Centaurul. A fost descoperită în 3 iunie 1834 de către John Herschel. Se află la o distanță de 41,69 de megaparseci de Pământ.